# Orchestre philharmonique d'Osaka
 (octobre 2024).
Si vous disposez d'ouvrages ou d'articles de référence ou si vous connaissez des sites web de qualité traitant du thème abordé ici, merci de compléter l'article en donnant les références utiles à sa vérifiabilité et en les liant à la section « Notes et références ».
L'Orchestre philharmonique d'Osaka (大阪フィルハーモニー交響楽団, Ōsaka Firuhāmonī Kōkyō Gakudan) est un orchestre classique basé dans la ville japonaise d'Ōsaka. Fondé en 1947 en tant qu'Orchestre Symphonique du Kansai, il prit son nom actuel en 1960.

## Historique
Son fondateur Takashi Asahina le dirigea durant 55 ans, jusqu'en 2001. Eiji Ōue pris sa succession en 2003.

## Directeurs musicaux
- Takashi Asahina (1947—2001)
- Eiji Ōue (2003—2014)
- Michiyoshi Inoue (2014–2017)
- Tadaaki Otaka (2018– )